# ديريك روبنسون
ديريك روبنسون (بالإنجليزية: Derrick Robinson)‏ هو لاعب كرة قاعدة أمريكي، ولد في 28 سبتمبر 1987 في أرتشر في الولايات المتحدة.

## وصلات خارجية
- ديريك روبنسون على موقع دوري كرة القاعدة الرئيسي (الإنجليزية)
- ديريك روبنسون على موقعبيزبول رفرنس.كوم (الدوري الرئيسي) (الإنجليزية)
- ديريك روبنسون على موقعبيزبول رفرنس.كوم (الدوري الثانوي) (الإنجليزية)
- ديريك روبنسون على موقع إي إس بي إن.كوم (أم.أل.بي) (الإنجليزية)
- ديريك روبنسون على موقع مشجعي الرسوم البيانية (الإنجليزية)